# Confederació del Perú i Bolívia
La Confederació del Perú i Bolívia (en castellà i oficialment, Confederación Perú-Boliviana) va ser un estat independent format per la coalició igualitària de tres estats, dos dels quals van tenir una breu existència: l'estat Nord-peruà, l'estat Sud-peruà i l'estat de Bolívia (el qual al seu torn era una república) sota el comandament suprem del General Andrés de Santa Cruz, un dels vencedors de la batalla d'Ayacucho. Santa Cruz va assumir el càrrec de protector de la Confederació del Perú i Bolívia, i abans d'això president de la República de Bolívia com també de la República del Perú.
L'existència d'aquesta confederació va ser de només tres anys, des de 1836 de facto, des del final de la Guerra entre Salaverry i Santa Cruz fins al 1839 amb la dissolució feta per Gamarra, com a resultat de la guerra declarada pel govern de Xile, la Confederació Argentina i peruans contraris al projecte de Santa Cruz. L'Exèrcit Unit Restaurador, format per tropes xilenes i peruanes sota el comandament del General Manuel Bulnes i del mariscal Agustín Gamarra va derrotar a les tropes de la Confederació durant la batalla de Yungay, el 20 de gener de 1839. Institucionalment no va començar fins al 1837 amb la declaració de la seva constitució.